# Jean Rédélé
Jean Rédélé (Dieppe, 17 de maio de 1922 – Paris, 10 de agosto de 2007) foi um piloto e criador de automóveis francês, fundador da marca Alpine.
Diplomado pela HEC, era o mais jovem concessionário da Renault na França, com uma concessionária instalada em Dieppe. Rédélé começou (1950) no rali Dieppe - Rouen com 4 CV, porque considerou que o pequeno carro francês tinha um grande potencial para o rali. Esta primeira corrida foi uma primeira vitória e ele decidiu continuar. Depois de um fracasso no Rally de Monte Carlo, Rédelé começou a correr nos Alpes franceses. Nos Alpes, ele teve suas maiores vitórias. É por isso que seus carros ostentam a marca "Alpine" como uma lembrança de sua primeira vitória no Coupe des Alpes de 1954.
O primeiro carro de Jean Rédélé foi um treinador 4 CV, em 1952. Em seguida, a segunda spéciale especial do 4 CV "O Marquês" foi apresentada no Salão Automóvel de Nova York em 1954, sem posteridade.

Ele criou a marca Alpine em 1955. O primeiro modelo é o ônibus A106. O 106 é uma referência ao power pack do 4 CV da série 1060. Em 1971, a Alpine conquistou seu primeiro título europeu em ralis europeus. Em 1973, Alpine foi o primeiro campeão mundial de rally com 155 pontos, seguido pela Fiat (89) e Ford (76).